# 泰奈纳诺市
泰奈纳诺市（简称TUC），太平群岛国家基里巴斯的一个自治市，是基里巴斯首都南塔拉瓦的主要组成部分。
该市位于塔拉瓦环礁中部，由一系列岛屿和小岛组成，各岛由一条连续的道路串联在一起。该市的人口有4万多，人口数在基里巴斯各岛中排名第一。邦里基国际机场、中央医院，以及的大多数政府机关、外交使团等都位于该市。

## 友好城市
2022年4月28日，与中华人民共和国山东省青岛市结为友好城市。